# Jordi Grau i Solà
Jordi Grau i Solà (Barcelona, 27 d'octubre 1930- 26 de desembre de 2018) fou un director de cinema català que va desenvolupar la major part de la seva filmografia entre la dècada de 1960 i 1970.

## Biografia
Guionista, actor i director, Grau va donar sobrades mostres de versatilitat en la seva carrera cinematogràfica, passant per gèneres com el cinema documental, cinema compromès socialment, cinema experimental i el cinema fantàstic. Va començar treballant com a grum al Gran Teatre del Liceu i continuà a l'Institut del Teatre. Estudià al Centro Sperimentale di Cinematografia de Roma. Va començar la seva incursió al cinema com a ajudant de director en pel·lícules com Diez fusiles esperan (1959) de José Luis Sáenz de Heredia i Un hombre en la red (1957) de Riccardo Freda. La casualitat va fer que es veiés embolicat en el rodatge d'un documental sobre la pesca de la tonyina a Barbate quan preparava el guió de la que seria la seva primera pel·lícula, Noche de verano (1962).
Pel·lícules com La trastienda (1975), crítica amb l'Opus Dei, El espontáneo (1963) i Una historia de amor (1966) transmeten missatges morals que en el seu moment desfermaren polèmica. Ceremonia sangrienta (1972) i No profanar el sueño de los muertos (1974) són les seves dues incursions al cinema fantàstic, que li han assegurat un lloc d'honor en la cinematografia espanyola. La seva voluntat realista està present en totes les seves pel·lícules. Era el pare del també cineasta Carles Grau.

## Filmografia
- Ocharcoaga (1961)
- Noche de verano (1962)
- El espontáneo (1964)
- Acteón (1965)
- Una historia de amor (1966)
- Tuset Street (1968)
- Historia de una chica sola (1969)
- Chicas de club (1970)
- Ceremonia sangrienta (1972)
- Pena de muerte (1973)
- No profanar el sueño de los muertos (1974)
- La trastienda (1975)
- El secreto inconfesable de un chico bien (1975)
- La siesta (1976)
- Cartas de amor de una monja (1978)
- El timbaler del Bruc (1981)
- Coto de caza (1983)
- El extran-GER-ho de la calle Cruz del Sur (1986)
- La punyalada (1989)
- Tiempos mejores (1994) -amb la banda sonora composta per Jaume Sisa-

## Llibres
- El actor y el cine (1962)